# Volksabstimmung zur Auflösung des Oldenburger Landtags
Die Volksabstimmung zur Auflösung des Oldenburger Landtags am 17. April 1932 führte zur vorzeitigen Auflösung des 6. Oldenburger Landtags und trug wesentlich zur Stärkung der NSDAP bei. Sie wurde durch einen von der KPD und der NSDAP getragenen und im Dezember 1931 gestarteten Volksvorschlag ausgelöst.

## Rechtliche Grundlagen
Die Verfassung für den Freistaat Oldenburg sah in § 55 zwei Möglichkeiten zur Auflösung des Landtags vor:

„Der Landtag ist [...] vom Staatsministerium aufzulösen, wenn er es mit der für Verfassungsänderungen vorgeschriebenen Stimmenmehrheit [Anmerkung: eine Zweidrittelmehrheit] selbst beschließt oder wenn eine Volksabstimmung es verlangt.“

Ein Quorum war nicht vorgesehen. Daher war die Volksabstimmung auch wirksam, obwohl nur etwas mehr als ein Drittel der Wahlberechtigten teilgenommen hatten. Die Volksabstimmung war das einzige erfolgreiche und zugleich eines der beiden letzten Initiativverfahren während der Weimarer Republik.

## Die Volksabstimmung
Die Landtagswahl 1931 führte zu einem Erdrutschsieg der NSDAP mit 37,23 %. Am 11. Juni 1931 brachte die NSDAP einen Misstrauensantrag ein. Bei der Abstimmung im Landtag am 16. Juni 1931 enthielt sich das Zentrum und die SPD (zusammen 20 Sitze) und der Antrag wurde mit 24 Stimmen von NSDAP, DNVP und KPD angenommen. Die NSDAP konnte jedoch keine Mehrheit für eine Regierung bilden und beantragte am 30. Juni 1931 die Auflösung des Landtags. Auf der Landtagssitzung am 4. November 1931 kam es zu einem lautstarken Eklat zwischen Zentrum und NSDAP, am 5. November 1931 wurde sowohl die Wahl einer NSDAP-Regierung als auch die Auflösung des Landtags abgelehnt.
Die NSDAP setzte nun auf eine Auflösung des Landtags auf dem Weg eines Plebiszits. Die KPD war jedoch schneller und beantragte am 17. November 1931 einen Volksvorschlag, der sich die NSDAP anschloss. Am 12. Dezember 1931 gab die Regierung diesen offiziell bekannt und setzte den Beginn der Eintragungsfrist auf den 19. Dezember 1931 fest. Über 80.000 Unterstützer sprachen sich für die den Volksvorschlag aus (notwendig gewesen wären 20.000), die Volksabstimmung fand am 17. April 1932 statt. Das Zentrum lehnte diese ab, im katholischen Südoldenburg fanden sich daher nur 1770 Unterstützer.
SPD und Zentrum riefen dazu auf, sich nicht an der Volksabstimmung zu beteiligen. Da das Land Oldenburg im Gegensatz zu den meisten anderen Ländern jedoch kein Abstimmungsquorum kannte, war eine Verhinderung des Volksvorschlags durch Boykott gar nicht möglich. Der Aufruf wurde jedoch weitgehend eingehalten, die Volksabstimmung endete so mit 95,57 % Befürwortung und 4,43 % Ablehnung der gültigen Stimmen und damit der Landtagsauflösung.
Die folgende Landtagswahl vom 29. Mai 1932 endete mit deutlichen Verluste von SPD und Zentrum und 48,38 % der Stimmen für die NSDAP. In der Folge wurde das Kabinett Röver gebildet.